# کامشنگتسا
کامشنگتسا (به لهستانی:  Kamesznica) یک روستا در لهستان است که در گمینا میلووکا واقع شده‌است.
 کامشنگتسا  ۲٬۸۰۶ نفر جمعیت دارد.